# Musée du Romantisme
 (juillet 2024).
Le musée du Romantisme (en espagnol : Museo del Romanticismo ) est un musée d'art situé à Madrid en Espagne.

## Présentation
Le musée du Romantisme est inauguré en 1924 sous le nom de Museo Romántico par le marquis Benigno de la Vega-Inclán (es). Ce dernier ayant exposé 86 tableaux du XIXe siècle et des meubles, décide de louer un local afin d'entreposer sa collection dans un bâtiment de la fin du XVIIIe siècle : le palais du marquis de Matallana. Le musée est racheté par l'État trois ans plus tard et est déclaré monument historique artistique par décret le 1er mars 1962.
Le musée est réorganisé en 2009 et relancé avec son nom actuel qui précise que le musée porte sur le romantisme.
Les expositions du musée sont présentées dans le cadre d'une maison historique du XIXe siècle, avec notamment une salle de bal, une salle à manger et une salle de billard. Le musée comporte 27 salles qui évoquent la période dite d'Isabelle II, avec également un patio andalou, un jardin, une bibliothèque et une salle de conférence. Il comprend certains éléments liés à l'écrivain romantique Mariano José de Larra.
L'entrée au musée du Romantisme est gratuite le samedi de 14h à 18h30 (de novembre à avril) ou de 14h à 20h30 (de mai à octobre), le dimanche de 10h à 15h ainsi que les jours fériés suivants : 18 avril, 18 mai, 12 octobre et 6 décembre.

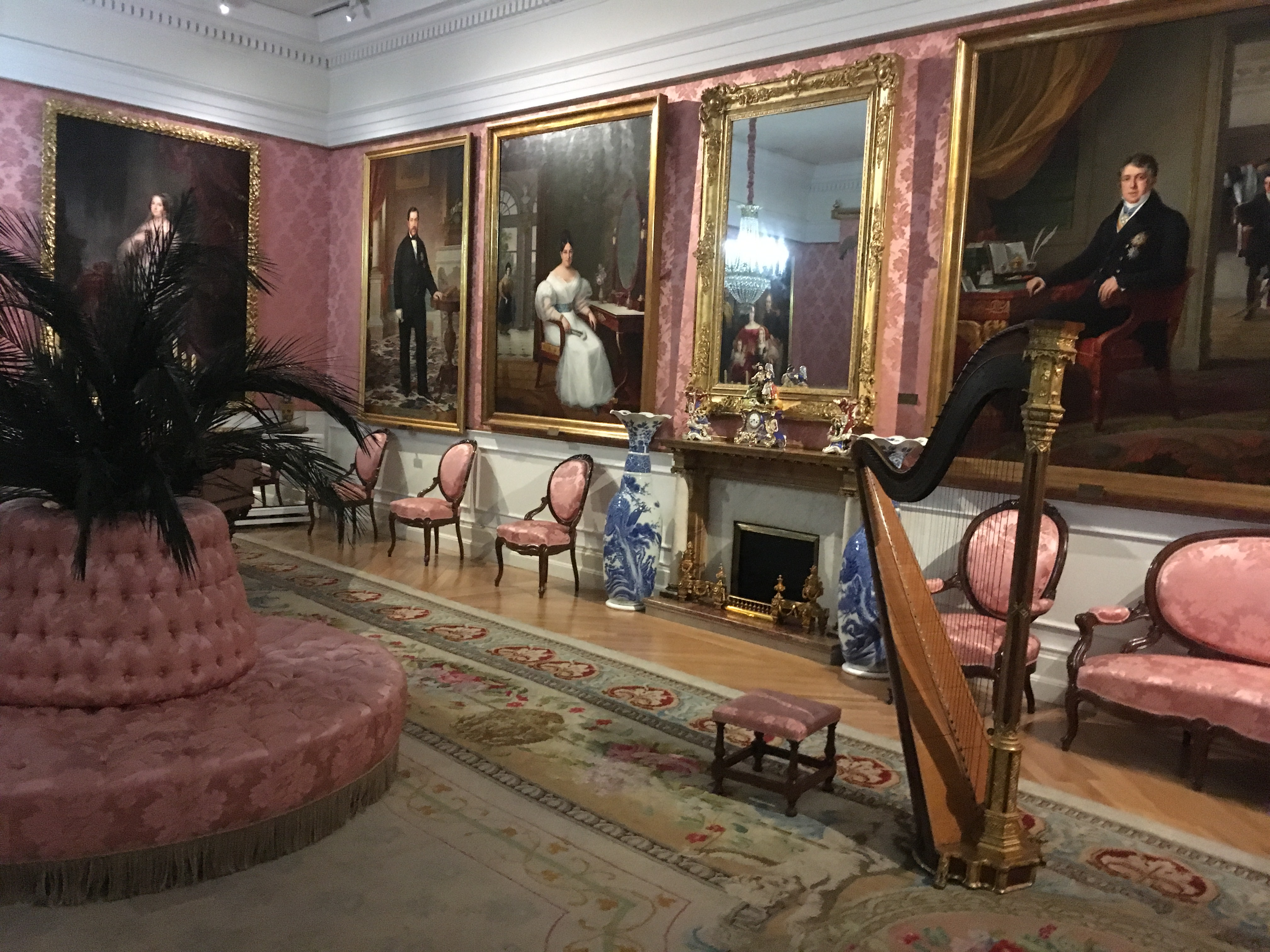
Salle de bal.
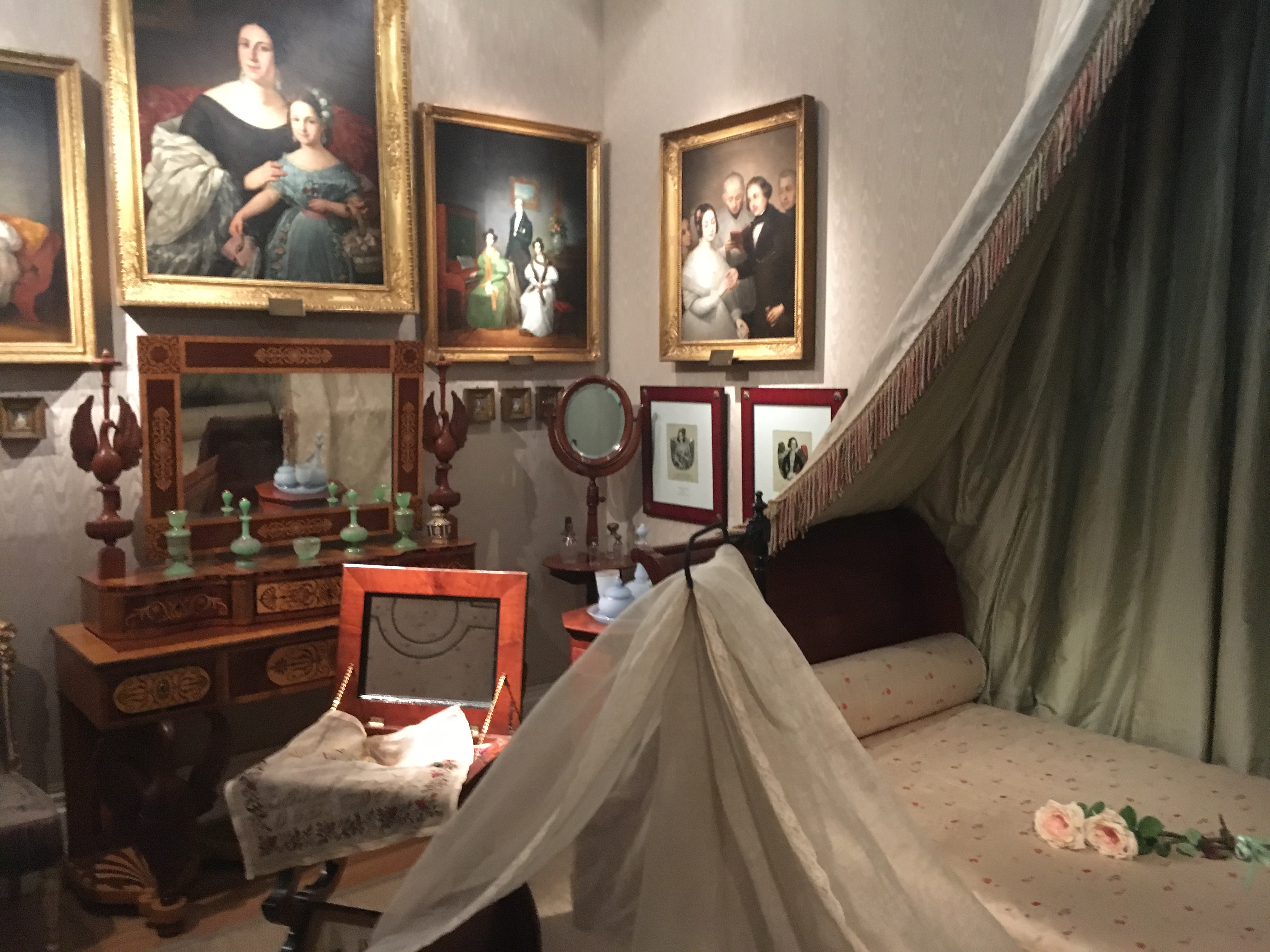
Boudoir.
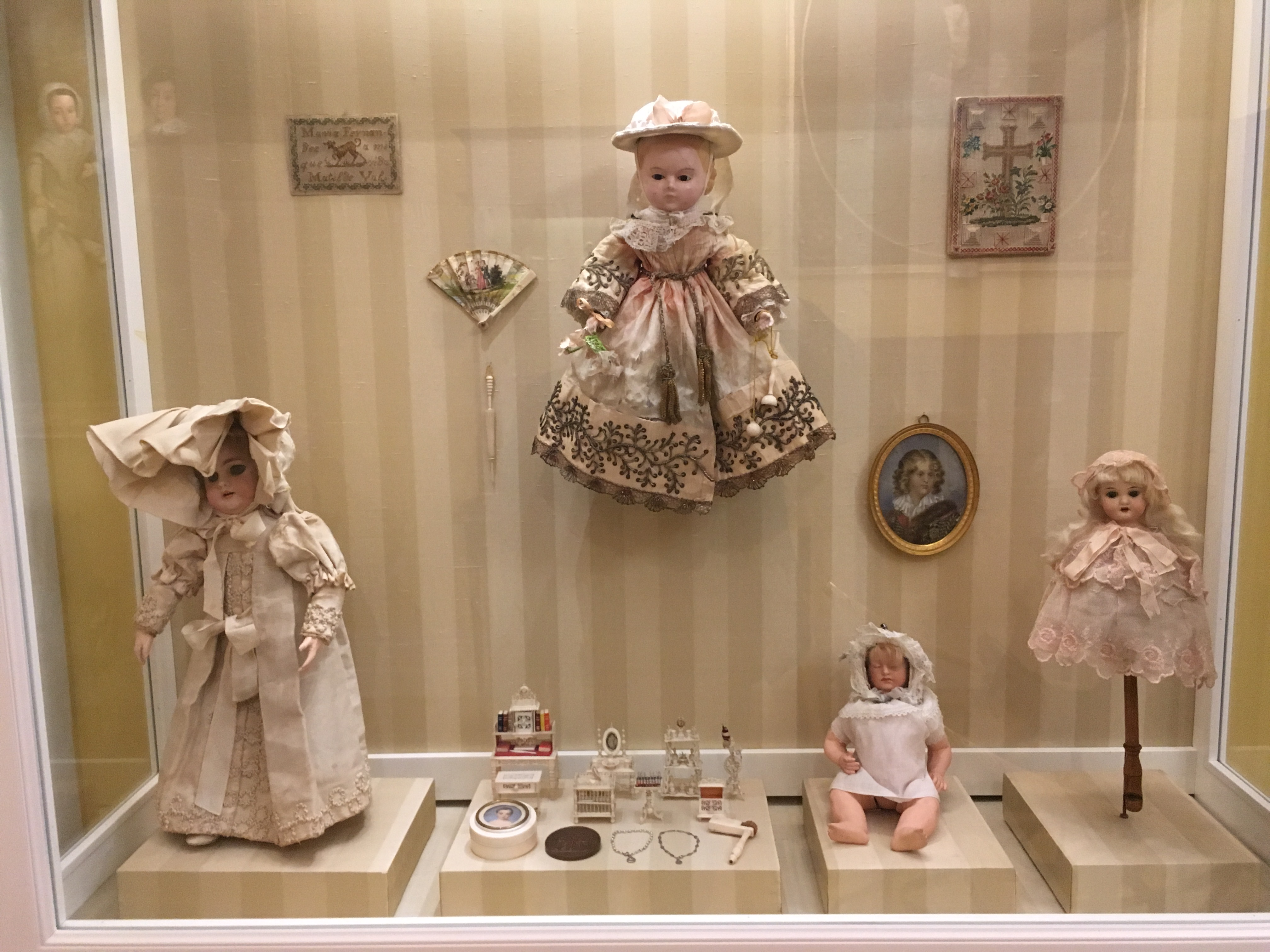
Collection de poupées de porcelaine.
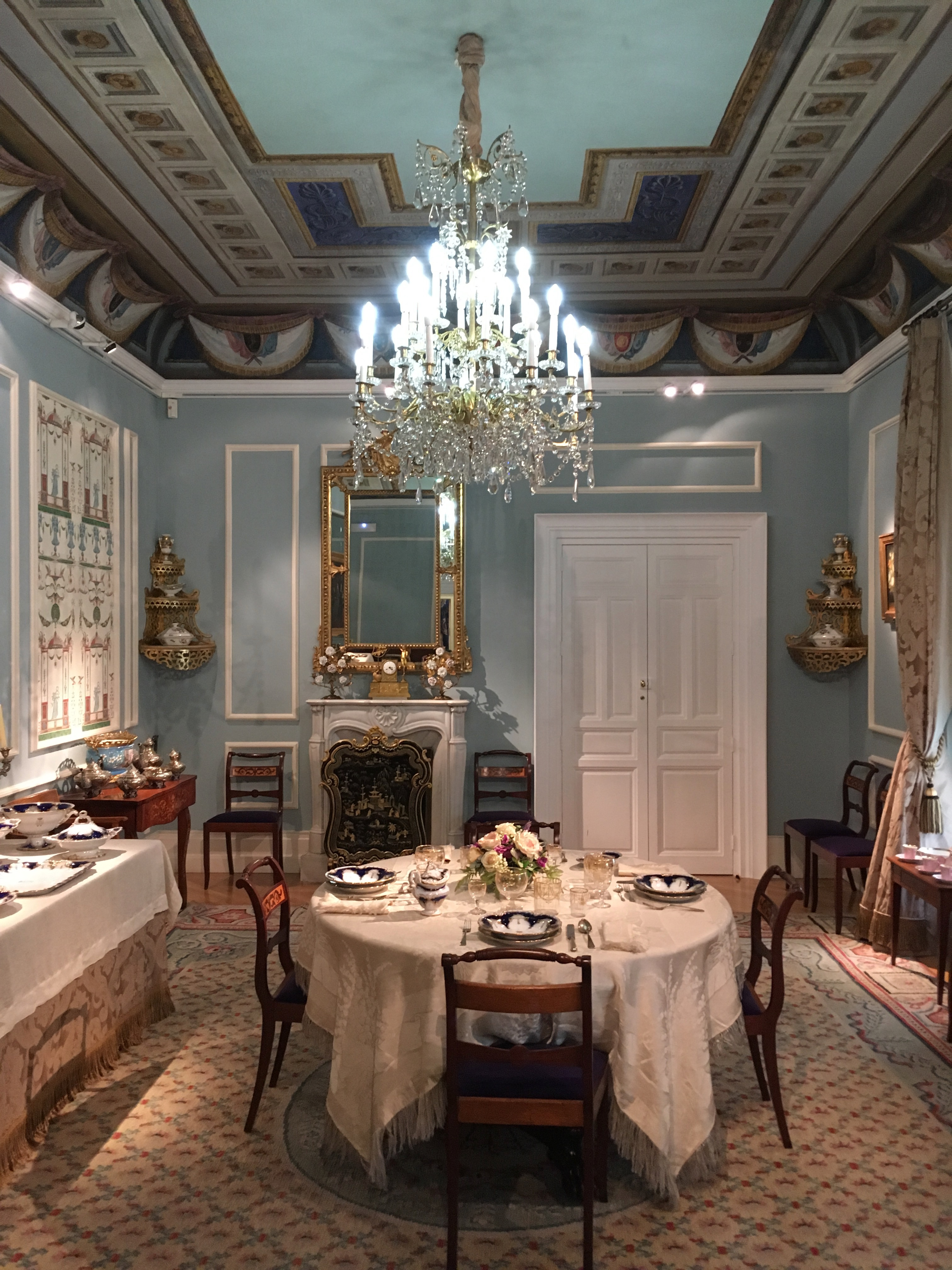
Salle à manger.
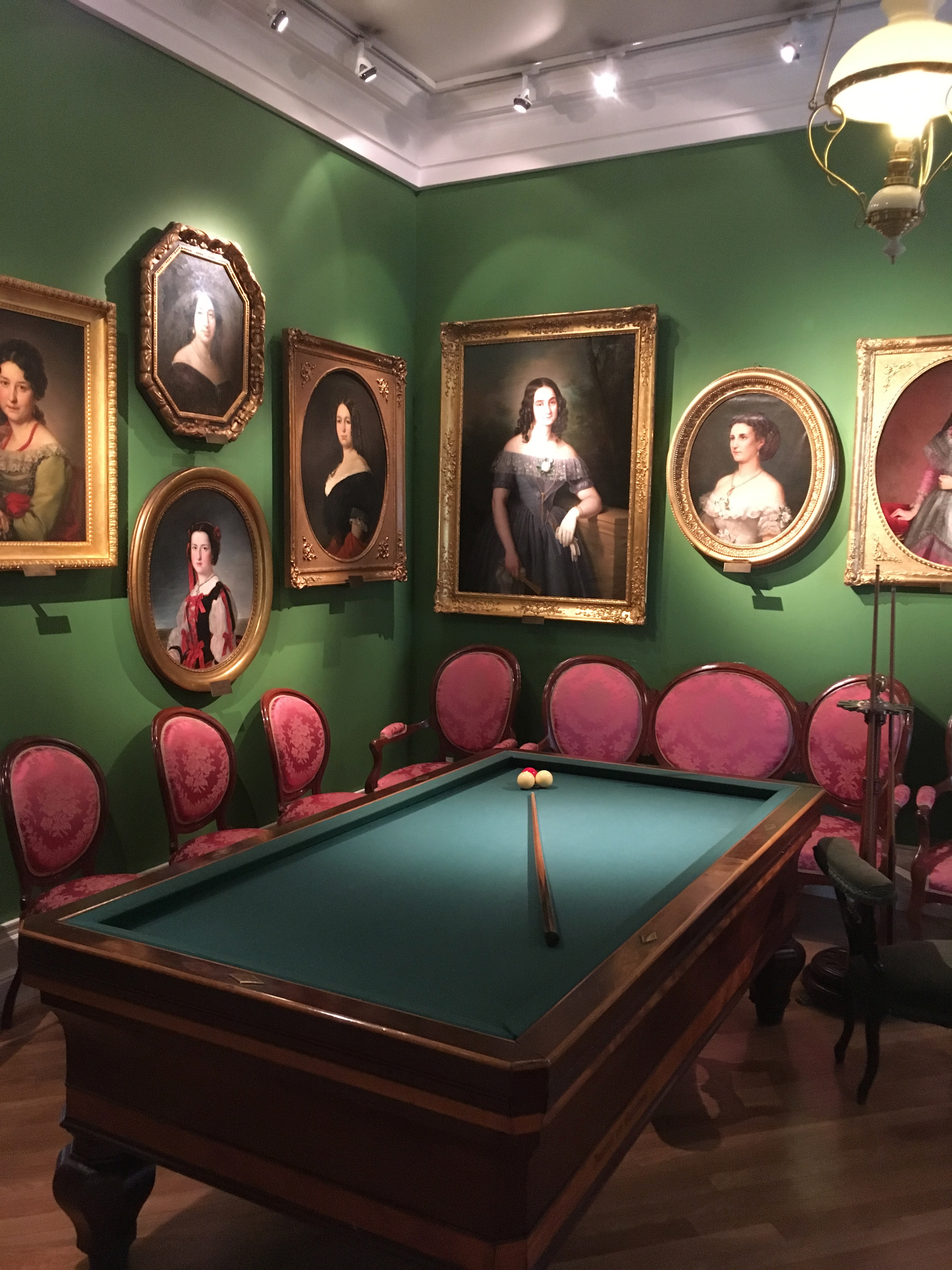
Salle de billard.
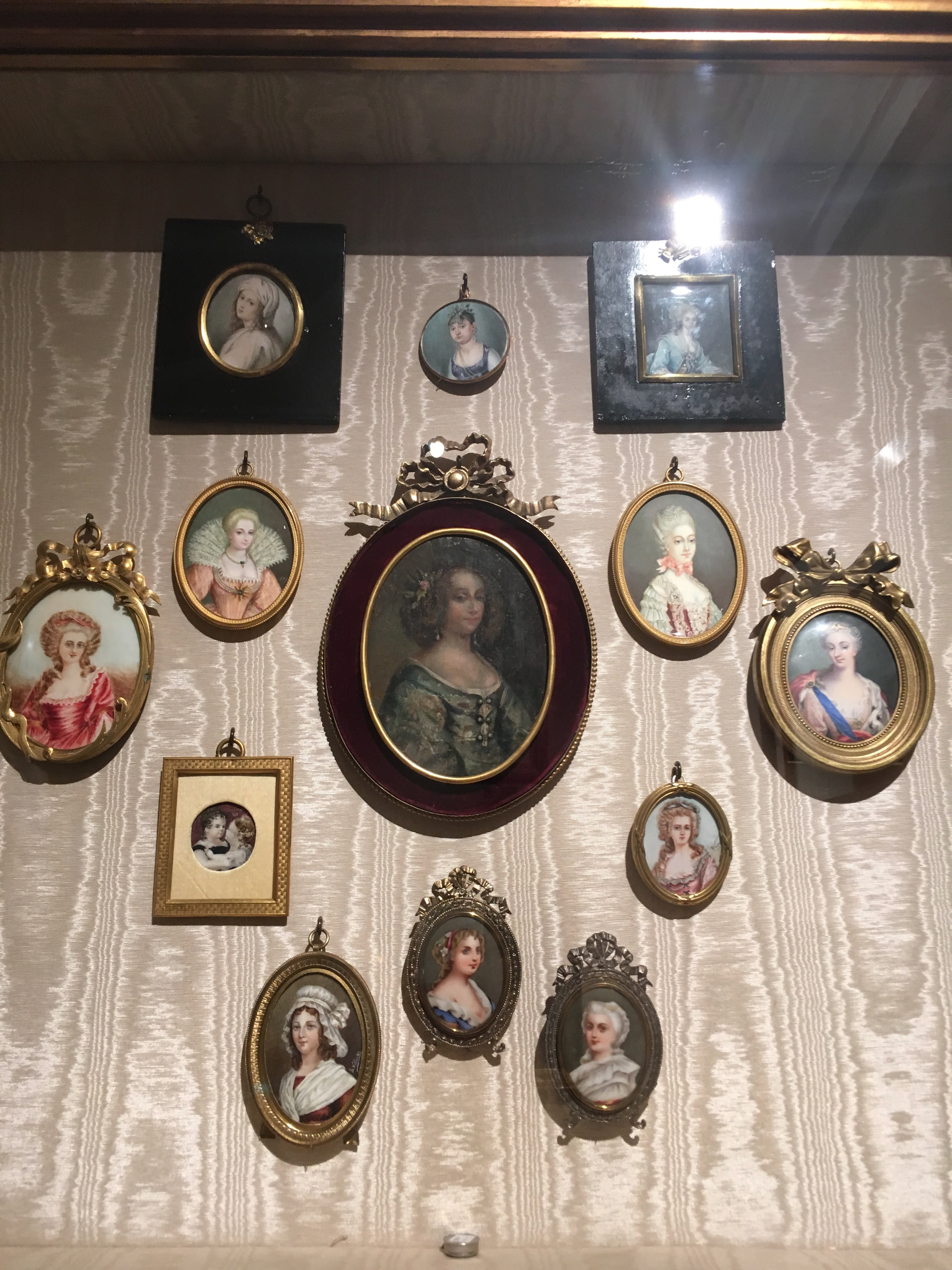
Collection de médaillons.
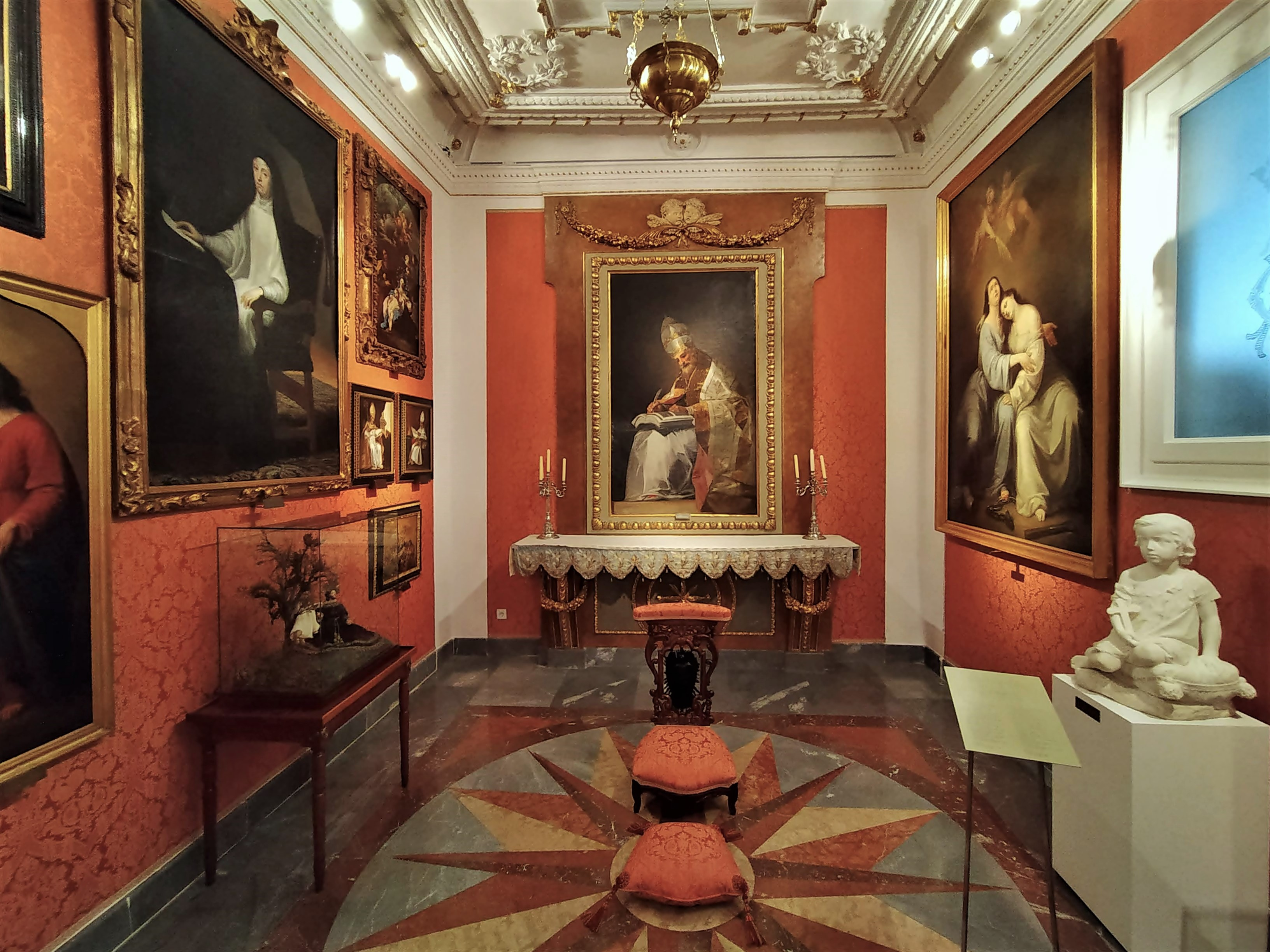
Oratoire et tableau San Gregorio Magno de Goya.
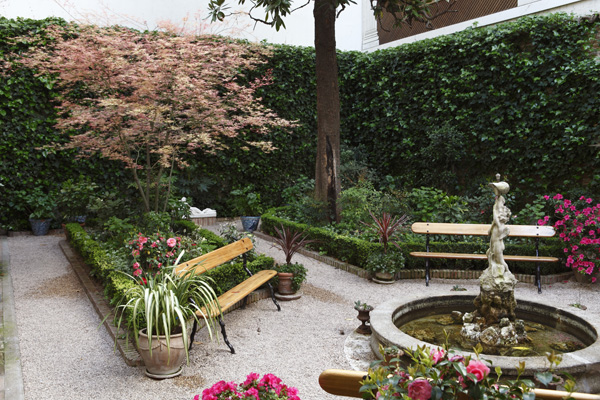
Jardin du Magnolia.